# Clio (Alabama)
Clio és una població dels Estats Units a l'estat d'Alabama. Segons el cens del 2000 tenia 2.206 habitants.

## Demografia
Segons el cens del 2000, Clio tenia 2.206 habitants, 434 habitatges, i 278 famílies. La densitat de població era de 84,7 habitants/km².
Dels 434 habitatges en un 29% hi vivien nens de menys de 18 anys, en un 41,2% hi vivien parelles casades, en un 20,3% dones solteres, i en un 35,9% no eren unitats familiars. En el 32,9% dels habitatges hi vivien persones soles el 15,7% de les quals corresponia a persones de 65 anys o més que vivien soles. El nombre mitjà de persones vivint en cada habitatge era de 2,41 i el nombre mitjà de persones que vivien en cada família era de 2,97.
Per edats la població es repartia de la següent manera: un 12,1% tenia menys de 18 anys, un 14,2% entre 18 i 24, un 44,8% entre 25 i 44, un 21,5% de 45 a 60 i un 7,3% 65 anys o més.
L'edat mediana era de 35 anys. Per cada 100 dones hi havia 296,1 homes. Per cada 100 dones de 18 o més anys hi havia 347,6 homes.
La renda mediana per habitatge era de 17.417 $ i la renda mediana per família de 23.594 $. Els homes tenien una renda mediana de 24.500 $ mentre que les dones 18.021 $. La renda per capita de la població era de 6.296 $. Aproximadament el 30,3% de les famílies i el 40,5% de la població estaven per davall del llindar de pobresa.

## Poblacions més properes
El següent diagrama mostra les poblacions més properes.